# Burg Gelting
Die Burg Gelting, später Lusthaus genannt, ist eine abgegangene spätmittelalterliche Turmhügelburg (Motte) im Bereich der Sommerhausstraße im Ortsteil Gelting der Gemeinde Pliening im Landkreis Ebersberg in Bayern.

## Geschichte
Die Burg war bis etwa 1340 Sitz der 1030 genannten Herren von Gelting. Als weitere Besitzer werden 1369 der Ritter Ulrich der Pucher, 1398 Anna Pucher mit dem Verkauf der Burg 1404 an den Herzog von Ingolstadt, 1404 Grimoald Starzhauser und 1418 Friedrich Reichertsheimer genannt.
Die Burganlage bestand aus einem Turmhügel mit einem Wohnturm (Bergfried) auf einer Grundfläche von 10,5 mal 10,5 Meter und einer Mauerstärke von 3,5 Meter sowie einer Vorburg mit dazugehörigem Wirtschaftshof. Die Burg wurde 1421 von den Truppen der Münchner Herzöge zerstört und 1501 als Burgstall erwähnt.
1660 wurde auf dem Burghügel unter Einbeziehung älterer Mauerreste ein Jagd- und Sommerhaus (Lusthaus) errichtet. Nach 1704 war die Anlage verfallen und 1859 wurden der Burghügel abgebrochen und die Gräben verfüllt.
Heute ist die Stelle als Bodendenkmal D-1-7736-0148 „verebneter Burgstall des späten Mittelalters (‚Burg Gelting‘ bzw. ‚Lusthaus‘)“ vom Bayerischen Landesamt für Denkmalpflege erfasst. Das gesamte Areal ist heute mit moderner Wohnbebauung überbaut.